# Ferrari F2012
De Ferrari F2012 is een Formule 1-auto, die in 2012 wordt gebruikt door het Formule 1-team van Ferrari.

## Onthulling
De F2012, Ferrari's 58e Formule 1-auto, werd op 3 februari 2012 onthuld op de basis in Maranello. De auto wordt bestuurd door Fernando Alonso en Felipe Massa.

## Technisch
| Details         | Details                                                  |
| --------------- | -------------------------------------------------------- |
| Ontwerper       | Pat Fry                                                  |
| Motor           | Ferrari 2400 cc V8 (90°)                                 |
| Chassis         | Koolstofvezel en honingraatcomposieten                   |
| Versnellingsbak | 7-traps semi-automaat                                    |
| Gewicht         | 640 kg                                                   |
| Brandstof       | Shell V-Power ULG 66L/2 Fuel Shell Helix Ultra Lubricant |
| Banden          | Pirelli                                                  |

## Resultaten
| Resultaat                     |
| ----------------------------- |
| Winnaar                       |
| Tweede plaats                 |
| Derde plaats                  |
| Gefinisht (punten)            |
| Gefinisht (geen punten)       |
| Niet geklasseerd (NC)         |
| Uitgevallen (DNF)             |
| Niet gekwalificeerd (DNQ)     |
| Gediskwalificeerd (DSQ)       |
| Niet gestart (DNS)            |
| Gewond (INJ)                  |
| Uitgesloten (EX)              |
| Teruggetrokken (WD)           |
| Niet deelgenomen (blanco cel) |
| vetgedrukt (pole position)    |
| cursief (snelste ronde)       |

| Jaar | Chassis       | Motor               | Banden | Coureurs        | 1   | 2   | 3   | 4   | 5   | 6   | 7   | 8   | 9   | 10  | 11  | 12  | 13  | 14  | 15  | 16  | 17  | 18  | 19  | 20  | Punten | WK-plaats |
| ---- | ------------- | ------------------- | ------ | --------------- | --- | --- | --- | --- | --- | --- | --- | --- | --- | --- | --- | --- | --- | --- | --- | --- | --- | --- | --- | --- | ------ | --------- |
| 2012 | Ferrari F2012 | Ferrari Type 056 V8 | P      |                 | AUS | MAL | CHN | BHR | SPA | MON | CAN | EUR | GBR | DUI | HON | BEL | ITA | SIN | JPN | KOR | IND | ABU | USA | BRA | 400    | Zilver    |
| 2012 | Ferrari F2012 | Ferrari Type 056 V8 | P      | Fernando Alonso | 5   | 1   | 9   | 7   | 2   | 3   | 5   | 1   | 2   | 1   | 5   | DNF | 3   | 3   | DNF | 3   | 2   | 2   | 3   | 2   | 400    | Zilver    |
| 2012 | Ferrari F2012 | Ferrari Type 056 V8 | P      | Felipe Massa    | DNF | 15  | 13  | 9   | 15  | 6   | 10  | 16  | 4   | 12  | 9   | 5   | 4   | 8   | 2   | 4   | 6   | 7   | 4   | 3   | 400    | Zilver    |
| Jaar | Chassis       | Motor               | Banden | Coureurs        | 1   | 2   | 3   | 4   | 5   | 6   | 7   | 8   | 9   | 10  | 11  | 12  | 13  | 14  | 15  | 16  | 17  | 18  | 19  | 20  | Punten | WK-plaats |

### Eindstand coureurskampioenschap
- Fernando Alonso: 2e (278pnt)
- Felipe Massa: 7e (122pnt)

Red Bull RB8 ·
McLaren MP4-27 ·
Ferrari F2012 ·
Mercedes F1 W03 ·
Lotus E20 ·
Force India VJM05 ·
Sauber C31 ·
Toro Rosso STR7 ·
Williams FW34 ·
Caterham CT01 ·
HRT F112 ·
Marussia MR01